# Qual (Roman)
Qual ist ein Roman von Stephen King, den er unter seinem Pseudonym Richard Bachman schrieb. Er erschien 2007.

## Allgemeines
Nach Richard Bachmans Entlarvung als Pseudonym von Stephen King ist Qual der zweite Roman, den King dennoch als Bachman veröffentlicht; zuvor kam Regulator. King meinte augenzwinkernd, er habe dieses Manuskript auf dem Dachboden gefunden. Das Original namens Blaze ist seit dem 29. Mai 2007 erhältlich; die deutsche Übersetzung ist seit August 2007 im Heyne-Verlag erhältlich.

## Ursprung
Qual ist einer der frühesten Romane Kings, da er diesen bereits 1973 und somit noch vor Carrie verfasste. Das seiner Mutter gewidmete Buch orientiert sich an Steinbecks Von Mäusen und Menschen, das King sehr verehrt. In seiner Urform umfasste Qual 173 Seiten und circa 50.000 Wörter; die englische Erstausgabe ist auf 291 Seiten gekürzt. Das Manuskript wurde einst vom Verlag Doubleday abgelehnt, obwohl King gerade mit Carrie einen großen Erfolg hatte. Nach Aussagen Kings im Nachwort zu Qual hat er den Roman allerdings niemals an einen Verlag geschickt.
Auf Kings Website war bereits Ende 2006 zu lesen, dass er die ersten 100 Seiten des Manuskriptes komplett umschreiben musste, um sie zeitgenössischer zu gestalten. Das Buch erscheint unter dem Pseudonym, weil es zur selben Zeit wie die anderen Bachman-Bücher entstand. King selbst bezeichnet den Roman als Tränendrücker.

## Inhalt
Clayton „Blaze“ Blaisdell ist, weil er als Kind von seinem Vater misshandelt wurde, ein geistig zurückgebliebener Mann, der nach dem Tod seines einzigen Freundes, dem Kleinkriminellen George, eine gespaltene Persönlichkeit entwickelt: Sein früherer Partner „lebt“ noch immer in seinem Kopf weiter und führt mit ihm Gespräche. Um an Geld zu kommen, entführt Blaze unter Georges Anweisungen ein Kind, baut aber schnell eine Beziehung zu diesem auf.